# Аграханский полуостров
Аграханский полуостров (также, Уч-Коса) — низменный полуостров на каспийском побережье Дагестана. Образован главным образом песчаными отложениями реки Терек, напротив широкой дельты которого он расположен. Административно подчинён Махачкалинскому горсовету.
Площадь полуострова — 212 км². Длина около 50 км, ширина до 8 км. Относительная высота над уровнем Каспийского моря до 10 м. С запада ограничен Аграханским заливом, образованный деятельностью ветров, течений и аллювиальными наносами рукавов Терека. В последние десятилетия залив почти весь занесён новыми отложениями рукавов Терека.
Север полуострова входит в государственный природный заказник федерального значения «Аграханский»
В рельефе характерны дюны и солончаковые впадины, покрытые разрежённой полупустынной растительностью. На дюнах кусты тамариска. Зимы малоснежны, умеренные, лето засушливое. Сильные ветра.
На северной оконечности полуострова — развалины бывшего ПГТ Лопатин. Встречаются остатки узкоколейной железной дороги шедшей из пгт Сулак к Лопатину — использовалась для перевозки рыбы на рыбокомбинат.
Территория полуострова популярное место для рыбаков, туристов и отдыхающих на море. Также используется для выпаса скота.
С севера к полуострову примыкает остров Чечень, отделённый узким проливом.